# NGC 6503
NGC 6503是位於本地空洞边缘的視場矮星系，在天球上位於天龙座，距离地球约1700万光年。NGC 6503又被称为“失落的星系”（Lost in Space Galaxy）。外形上是旋涡星系，和银河系很相似，直径约3万光年，体积是银河系的大约1/3。NGC 6503的觀測影像色彩相當多樣，在它的螺旋臂分散著明亮的紅色氣體區。明亮的藍色區域包含正在形成中的恆星。暗褐色的塵埃聚集區在螺旋臂和星系核心區域可見。